# غاري دوناتلي
غاري دوناتلي (بالإنجليزية: Gary Donatelli)‏ هو مخرج أمريكي، ولد في 11 مارس 1951 في نورث بروك في الولايات المتحدة.

## وصلات خارجية
- غاري دوناتلي على موقع IMDb (الإنجليزية)
- غاري دوناتلي على موقع قاعدة بيانات الفيلم (الإنجليزية)